# Visonta
Visonta là một thị trấn thuộc hạt Heves, Hungary. Thị trấn này có diện tích 25,29 km², dân số năm 2010 là 1093 người, mật độ 43 người/km².